# أحادي النمط الخلوي

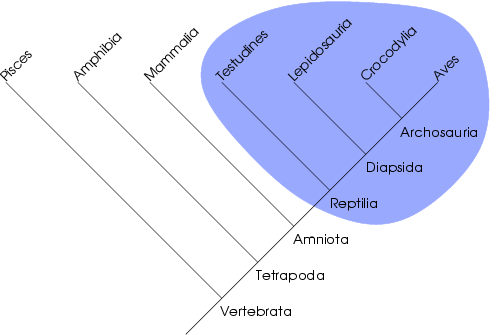

أحادي النمط الخلوي(بالإنجليزية: monophyletic)‏ تعرف أيضاً أحادية العرق هو ما ينحدر من سلف مشترك أو من خلية جذعية واحدة، أي المجموعة التي تتألف من السلف وكل نسله، وعادة ما يستخدم لوصف أعضاء المجموعات الذين يكونون على اتصال أوثق مع بعضهما البعض من أي من الأعضاء الذين من نسب آخر.